# Meredith Gardner
Meredith Knox Gardner, né le 20 octobre 1912 à Okolona, Mississippi et mort le 9 août 2002 à Chevy Chase, Maryland, est un déchiffreur de codes secrets et linguiste américain. Employé dans les services de contre-espionnage, Gardner fut amené, dans le cadre du projet dit Venona, à déchiffrer les communications codées des Soviétiques portant sur leurs activités d’espionnage aux États-Unis.

## Jeunesse et début de carrière
Gardner naquit à Okolona, dans le Mississippi, et grandit à Austin, dans le Texas. Après l’obtention d’une licence à l’université du Texas à Austin, il acquit une maîtrise (master's degree) en langue allemande à l’université du Wisconsin à Madison, où il travailla ensuite comme maître de conférences de 1938 à 1940. Il était professeur de linguistique et de langue allemande à l’université d'Akron, dans l'Ohio, lorsque le Signals Intelligence Service de l’armée américaine le recruta en vue de casser les codes secrets de l’Allemagne nazie. Peu après cependant, après qu’il eut réussi à apprendre la langue japonaise en seulement quelques mois, c’est au déchiffrement des codes japonais qu’il eut désormais à s’atteler.

## Le projet Venona

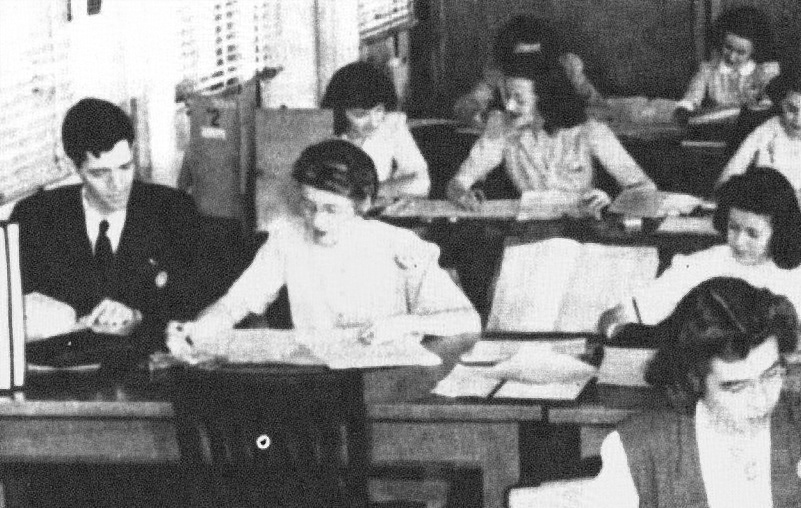
Gardner, assis à gauche, travaillant avec des cryptanalystes.

En 1946, Gardner commença à travailler dans le cadre d’un projet ultra-secret (qui sera plus tard désigné par le nom de Venona) visant à casser les cryptosystèmes soviétiques. Le système de chiffrement soviétique s’appuyait sur des masques jetables, et passaient donc pour incassables. Toutefois, les Soviétiques commirent l’erreur de réutiliser certaines pages de leurs masques. Plus tard cette même année, Gardner fit une première percée en identifiant les chiffres servant à transcrire les mots anglais. En mai 1947, Gardner avait réussi à lire un message chiffré qui indiquait que les Soviétiques disposaient d’un agent ayant accès à des informations sensibles provenant de l’état-major du ministère américain de la Guerre ; il s’agissait du major d’aviation William Ludwig Ullman. Les messages du KGB dont Gardner prenait ainsi connaissance le portèrent à conclure à l’existence d’un espionnage soviétique massif aux États-Unis.
Le 20 décembre 1946, Meredith Gardner releva qu’un message de 1944 contenait une liste des principaux scientifiques participant au projet Manhattan, lequel visait à mettre au point la bombe atomique. Quelques mois supplémentaires de labeur acharné permit à Meredith Gardner et à ses collègues de mettre au jour une référence à un agent au nom de code Liberal, qui avait pour épouse une nommée Ethel. Nonobstant sa fierté d’avoir contribué à neutraliser un réseau d’espionnage, Meredith Gardner fut désolé de ce que les Rosenberg furent exécutés. Selon Mme Gardner, son mari tint le raisonnement selon lequel « ces gens-là du moins croyaient en ce qu’ils faisaient. »
Si Gardner prit sa retraite en 1972, son travail demeura dans une large mesure secret jusqu’en 1996, année où la NSA, la CIA et le Center for Democracy rendirent hommage à Gardner et à ses collègues lors d’une cérémonie solennelle, aboutissement des efforts du sénateur américain Daniel Patrick Moynihan. À cette occasion, Robert Joseph Lamphere du FBI présenta Gardner comme « le plus grand outil de contre-espionnage que ce pays ait jamais connu » et rappela qu’il avait été, dans les années 1940, au sein de la NSA, le principal contributeur au déchiffrement de milliers de dépêches chiffrées interceptées aux services de renseignements soviétiques.